# Adam Lallana
Adam David Lallana (født 10. maj 1988 i St Albans, England) er en engelsk fodboldspiller (offensiv midtbane), der spiller i Premier League hos Southampton F.C.
Lallana spillede i sine ungdomsår først hos Bournemouth, og siden Southampton. Da han i 2006 blev senior spillede han de første mange år af sin karriere hos klubben, kun afbrudt af et lejemål tilbage til Bournemouth. I sommeren 2014 blev han solgt til Liverpool for en pris på ca. 250 millioner kroner. I Liverpool var han med til at vinde både Champions League 2018-19, Super Cup 2019, VM for klubhold 2019, samt klubbens første Premier League trofæ i 30 år.

## Landshold
Lallana står (pr. juni 2014) noteret for ni kampe for Englands landshold, som han debuterede for 15. november 2013 i en venskabskamp på Wembley mod Chile. Han var en del af den engelske trup til VM i 2014 i Brasilien.

## Hæder og priser

### Southampton
- Football League Trophy: 2009-10
- EFL League One runner-up: 2010-11
- Football League Championship: runner-up 2011-12

### Liverpool
- Premier League: 2019-20
- UEFA Champions League: 2018-19; runner-up 2017-18
- UEFA Super Cup: 2019
- VM for klubhold: 2019
- League Cup runner-up: 2015-16
- UEFA Europa League runner-up: 2015-16

### Individuel
- PFA Team of the Year: 2010-11 League One, 2011-12 Championship, 2013-14 Premier League
- The Football Manager Team of the Decade: 2015
- Årets spiller i England: 2016